# Explorer (razred kontejnerskih ladij)
Explorer je razred kontejnerskih ladij, ki so jih zgradili v Južnomkorejski ladjedelnici Daewoo Shipbuilding & Marine Engineering (DSME) za ladijsko družbo CMA CGM. Prvih pet ladij je imelo dolžino 365 metrov in kapaciteto 13300 TEU, zadnje tri so večje s 396 metri dolžine in 16020 TEU. Bile so največje kontejnerske ladje do prihoda Maersk Trojni E razred.
Zgradili so tudi simulatorje plovbe za šolanje mornarjev.

## Ladje
- CMA CGM Christophe Colomb, prva ladija razred, dobavljena novembra 2009
- CMA CGM Amerigo Vespucci, druga ladja, dobavljena julija 2010[2]
- CMA CGM Corte Real, tretja ladija, dobavljena avgusta 2010
- CMA CGM Laperouse', četrta ladija, dobavljena septmebra 2010
- CMA CGM Magellan, peta ladija, dobavljena septmebra 2010[3]
- CMA CGM Marco Polo, večja rzaličica s 16 020 TEU
- CMA CGM Alexander von Humboldt, (prej CMA CGM Vasco de Gama), 16 020 TEU, dobava predvidena junija 2013[4]
- CMA CGM Jacques Cartier, (prej CMA CGM Zheng He), 16 020 TEU, dobava predvidena aprila 2013[5]
- CMA CGM Jules Verne, dobavljena junija 2013

## Specifikacije
- Tip: Kontejnerska ladja
- Graditelj: Daewoo Shipbuilding & Marine Engineering (DSME), Južna Koreja
- Operater: CMA CGM
- Grajene od: 2009–
- Število zgrajenih ladij:  7
- Tonaža: 153 000–175 000 GT
- Dolžina: 365–396 m (1 198–1 299 ft)
- Širina: 51 m (167 ft)
- Ugrez:	16 m (52 ft)
- Motor:  Wärtsilä 14RT-flex96C (80 080 kW)
- Propeler: En propeler s fiksnim vpadnim kotom krakov
- Hitrost: 24–25 vozlov (44–46 km/h; 28–29 mph)
- Kapaciteta: 13 300–16 020 TEU